# Agent K.C.
Agent K.C. (K.C. Undercover) est une série télévisée américaine en 81 épisodes de 22 minutes créée par Corinne Marshall et diffusée entre le 18 janvier 2015 et le 2 février 2018 sur Disney Channel.
En France, en Suisse et en Belgique, la série est diffusée entre le 1er avril 2015 et le 16 juin 2018 sur Disney Channel France et également sur Disney XD et au Québec, diffusée depuis le 1 septembre 2015 sur La Chaîne Disney.

## Synopsis
K.C. Cooper, surdouée et ceinture noire de karaté, est l'aînée d'une famille d'espions résidant à Washington, D.C.. Ensemble, ils mènent des missions classées top secrètes, pour le compte d'une agence d'espionnage gouvernementale, et passent leurs journées à protéger le monde.

## Distribution

### Acteurs principaux
- Zendaya Coleman (VFB : Cathy Boquet) : K.C. Cooper
- Veronica Dunne (VFB : Maia Baran) : Marisa Clark
- Kamil McFadden (VFB : Grégory Praet) : Ernie Cooper
- Trinitee Stokes (en) (VFB : Alayin Dubois) : Judy Cooper
- Tammy Townsend (en) (VFB : Célia Torrens) : Kira Cooper
- Kadeem Hardison (VFB : Philippe Allard) : Craig Cooper

### Acteurs récurrents et invités
- Rick Hall (VF : Michel Voletti puis Franck Dacquin) : Agent Johnson
- James DiGiacomo (VFB : Laura Masci[4]) : Petey Goldfeder (récurrent saison 1 et 2, invité saison 3)
- Ross Butler (VFB : Olivier Prémel) : Brett Willis (récurrent saison 1, invité saison 2 et 3)
- Kara Royster : Abby Martin (récurrente saison 2)
- Jaime Moyer : Mme Goldfeder (récurrente saison 1 et 2)
- Jasmine Guy : Erica King (récurrente saison 2)
- Rick Fox : Richard Martin (récurrent saison 2)
- François Chau : Zane Willis (récurrent saisons 1 à 3)
- Sherri Shepherd : Beverly (récurrente saison 1 et 3)
- Tony Cavalero (VF : Cédric Ingard) : Wally (2 épisodes)
- Bella Thorne : Joly, la petite-amie d'Ernie (saison 1 épisode 9)
- Raven-Symoné (VF : Alice Ley) : Simone Deveraux[5] (saison 1 épisode 21)
- Peyton Roi List (VF : Alice Orsat) : Emma Ross (saison 1 épisode 22)
- Skai Jackson (VF : Clara Quilichini) : Zuri Ross (saison 1 épisode 22)
- China Anne McClain (VFB : Sophie Frison) : Sheena (saison 3 épisodes 1 et 2)
- Ego Nwodim : Agent McKenzie

- Version française
  - Société de doublage : Dubbing Brothers Belgique
  - Direction artistique : Carole Baillien et Delphine Moriau

## Épisodes
| Saison | Saison | Épisodes | États-Unis      | États-Unis      |
| Saison | Saison | Épisodes | Début           | Fin             |
| ------ | ------ | -------- | --------------- | --------------- |
|        | 1      | 29       | 18 janvier 2015 | 24 janvier 2016 |
|        | 2      | 26       | 6 mars 2016     | 13 janvier 2017 |
|        | 3      | 26       | 7 juillet 2017  | 2 février 2018  |

### Saison 1
| №           | #           | Titre français | Titre original                                                                                      | Diffusion originale                 | Code prod.      |
| ----------- | ----------- | --- | --------------------------------------------------------------------------------------------------- | ----------------------------------- | --------------- |
| 1           | 1           | Une nouvelle recrue | Pilot                                                                                               | 18 janvier 2015                     | 101             |
| 2           | 2           | Ma sœur est un robot | My Sister from Another Mother... Board                                                              | 25 janvier 2015                     | 102             |
| 3           | 3           | K.C. pompom girl | Give Me a "K"! Give Me a "C"!                                                                       | 8 février 2015                      | 103             |
| 4           | 4           | Urgence absolue | Off the Grid                                                                                        | 15 février 2015                     | 106             |
| 5           | 5           | La photo de K.C. | Photo Bombed                                                                                        | 1er mars 2015                       | 104             |
| 6           | 6           | Perte de confiance | How K.C. Got Her Swag Back                                                                          | 8 mars 2015                         | 108             |
| 7           | 7           | Le prince et l'agent secret | Daddy's Little Princess                                                                             | 29 mars 2015                        | 107             |
| 8           | 8           | Mission : récupérer le devoir de Marisa                                                                                              | Assignment : Get That Assignment!                                                                   | 6 avril 2015                        | 118             |
| 9           | 9           | La paranoïa de l'agent secret | Spy-anoia Will Destroy Ya                                                                           | 19 avril 2015                       | 105             |
| 10 11 12 13 | 10 11 12 13 | K.C. se fait doubler : 1re partie K.C. se fait doubler : 2e partie K.C. se fait doubler : 3e partie K.C. se fait doubler : 4e partie | Double Crossed : Part I Double Crossed : Part II Double Crossed : Part III Double Crossed : Part IV | 29 mai 2015 30 mai 2015 31 mai 2015 | 109 110 111 112 |
| 14          | 14          | Pas de vacances pour K.C. | Stakeout Takeout                                                                                    | 7 juin 2015                         | 117             |
| 15          | 15          | Surveillance de quartier | The Neighborhood Watchdogs                                                                          | 14 juin 2015                        | 122             |
| 16          | 16          | Première amie | First Friend                                                                                        | 26 juin 2015                        | 125             |
| 17 18       | 17 18       | Une couverture dangereuse : 1re partie Une couverture dangereuse : 2e partie                                                         | Operation: Other Side - Part I Operation: Other Side - Part II                                      | 12 juillet 2015 19 juillet 2015     | 114 115         |
| 19          | 19          | Mystérieuse disparition | K.C. and the Vanishing Lady                                                                         | 26 juillet 2015                     | 119             |
| 20          | 20          | Le bal des débutantes | Debutante Baller                                                                                    | 9 août 2015                         | 113             |
| 21          | 21          | K.C. Fille ou garçon ? | K.C.'s the Man                                                                                      | 16 août 2015                        | 127             |
| 22 23       | 22 23       | Robot en danger : 1re partie Robot en danger : 2e partie                                                                             | Runaway Robot : Part I Runaway Robot : Part II                                                      | 7 septembre 2015                    | 120 121         |
| 24          | 24          | La soirée d'Halloween | All Howls Eve                                                                                       | 4 octobre 2015                      | 123             |
| 25          | 25          | Une salle des coffres pour s'entendre                                                                                                | The Get Along Vault                                                                                 | 18 octobre 2015                     | 126             |
| 26          | 26          | L'ennemie de l'État | Enemy of the State                                                                                  | 8 novembre 2015                     | 124             |
| 27          | 27          | Des liens père-fils difficiles | Twas the Fight Before Christmas                                                                     | 6 décembre 2015                     | 116             |
| 28 29       | 28 29       | K.C. et Brett : le dernier chapitre - 1re partie K.C. et Brett : le dernier chapitre - 2e partie                                     | K.C. and Brett: The Final Chapter - Part I K.C. and Brett: The Final Chapter - Part II              | 17 janvier 2016 24 janvier 2016     | 128 129         |

### Saison 2
| №     | #     | Titre Français                                                             | Titre Original                                               | Diffusions originale                | Code prod. |
| ----- | ----- | -------------------------------------------------------------------------- | ------------------------------------------------------------ | ----------------------------------- | ---------- |
| 30 31 | 1 2   | Les Cooper reviennent ! - 1re partie Les Cooper reviennent ! - 2e partie   | Coopers Reactivated! - Part I Coopers Reactivated! - Part II | 6 mars 2016                         | 201 202    |
| 32    | 3     | Tu veux entendre un secret ?                                               | Do You Want to Know a Secret                                 | 13 mars 2016                        | 203        |
| 33    | 4     | Pas sans ma cousine                                                        | Rebel with a Cuz                                             | 20 mars 2016                        | 204        |
| 34    | 5     | Mission retrouvailles                                                      | The Mother of All Missions                                   | 10 avril 2016                       | 205        |
| 35    | 6     | Confiance mal placée                                                       | Accidents Will Happen                                        | 17 avril 2016                       | 206        |
| 36    | 7     | Lavage de cerveau                                                          | Brainwashed                                                  | 24 avril 2016                       | 207        |
| 37    | 8     | La vérité qui blesse                                                       | The Truth Hurts                                              | 8 mai 2016                          | 208        |
| 38    | 9     | Mission décharge                                                           | Down in the Dumps                                            | 15 mai 2016                         | 209        |
| 39    | 10    | Danse comme si personne te regarde                                         | Dance Like No One's Watching                                 | 22 mai 2016                         | 210        |
| 40    | 11    | Nouveau mariage                                                            | The Love Jinx                                                | 19 juin 2016                        | 211        |
| 41    | 12    | Le test de K.C.                                                            | K.C. Levels Up                                               | 10 juillet 2016                     | 212        |
| 42    | 13    | L'agent, le hacker et la chasseuse de prime                                | Catch Him If You Can                                         | 17 juillet 2016                     | 213        |
| 43    | 14    | Toutou ou rien                                                             | Sup, Dawg?                                                   | 24 juillet 2016                     | 216        |
| 44 45 | 15 16 | La corde raide du destin : 1re partie La corde raide du destin : 2e partie | Tightrope of Doom : Part I Tightrope of Doom : Part II       | 7 août 2016                         | 219 220    |
| 46    | 17    | La légende de Cléo Brown                                                   | The Legend of Bad, Bad Cleo Brown                            | 14 août 2016                        | 221        |
| 47    | 18    | Meilleure mission à l'étranger                                             | Spy of the Year Awards                                       | 11 septembre 2016                   | 218        |
| 48 49 | 19 20 | Immersion totale : 1re partie Immersion totale : 2e partie                 | In Too Deep : Part 1 In Too Deep : Part 2                    | 18 septembre 2016 25 septembre 2016 | 214 215    |
| 50    | 21    | Piège virtuel                                                              | Virtual Insanity                                             | 2 octobre 2016                      | 223        |
| 51    | 22    | Dans la peau de ma mère                                                    | Undercover Mother                                            | 6 novembre 2016                     | 222        |
| 52    | 23    | La taupe                                                                   | Trust No One                                                 | 13 novembre 2016                    | 217        |
| 53    | 24    | Thérapie de Noël                                                           | Holly Holly Not So Jolly                                     | 4 décembre 2016                     | 224        |
| 54 55 | 25 26 | Querelle de famille : 1re partie Querelle de famille : 2e partie           | Collision Course Family Feud                                 | 6 janvier 2017 13 janvier 2017      | 225 226    |

### Saison 3
Elle est diffusée depuis le 7 juillet 2017.
| №           | #           | Titre Français                                                             | Titre Français                                                             | Titre Original                                                                           | Diffusions originale                                             | Code prod.      |
| ----------- | ----------- | -------------------------------------------------------------------------- | -------------------------------------------------------------------------- | ---------------------------------------------------------------------------------------- | ---------------------------------------------------------------- | --------------- |
| 56 57       | 1 2         | Séjour à Rio : 1re partie Séjour à Rio : 2e partie                         | Séjour à Rio : 1re partie Séjour à Rio : 2e partie                         | Coopers on the Run : Part I Coopers on the Run : Part II                                 | 7 juillet 2017                                                   | 301 302         |
| 58 59       | 3 4         | Bienvenue dans la Jungle : 1re partie Bienvenue dans la Jungle : 2e partie | Bienvenue dans la Jungle : 1re partie Bienvenue dans la Jungle : 2e partie | Welcome to the Jungle Out of the Water and Into the Fire                                 | 14 juillet 2017                                                  | 303 304         |
| 60          | 5           | Un tissu de mensonge                                                       | Un tissu de mensonge                                                       | Web of Lies                                                                              | 28 juillet 2017                                                  | 305             |
| 61          | 6           | Fâchées pour toujours !                                                    | Fâchées pour toujours !                                                    | Teen Drama                                                                               | 4 août 2017                                                      | 306             |
| 62          | 7           | Une couverture en béton                                                    | Une couverture en béton                                                    | K.C. Under Construction                                                                  | 11 août 2017                                                     | 307             |
| 63          | 8           | Situation incontrôlée                                                      | Situation incontrôlée                                                      | The Storm Maker                                                                          | 18 août 2017                                                     | 308             |
| 64          | 9           | Serveuse d’un jour                                                         | Serveuse d’un jour                                                         | Keep on Truckin'                                                                         | 25 août 2017                                                     | 309             |
| 65          | 10          | Démasquer l'ennemi                                                         | Démasquer l'ennemi                                                         | Unmasking the Enemy                                                                      | 3 novembre 2017                                                  | 310             |
| 66          | 11          | La vérité te libèrera                                                      | La vérité te libèrera                                                      | The Truth Will Set You Free                                                              | 10 novembre 2017                                                 | 311             |
| 67          | 12          | Avis de tempête                                                            | Avis de tempête                                                            | Stormy Weather                                                                           | 17 novembre 2017                                                 | 312             |
| 68          | 13          | Seconde chance                                                             | Seconde chance                                                             | Second Chance                                                                            | 24 novembre 2017                                                 | 315             |
| 69          | 14          | Ernie, chef d'équipe                                                       | Ernie, chef d'équipe                                                       | Revenge of the Van People                                                                | 15 janvier 2018                                                  | 313             |
| 70          | 15          | Problèmes de mémoire                                                       | Problèmes de mémoire                                                       | Deleted!                                                                                 | 16 janvier 2018                                                  | 314             |
| 71          | 16          | De sortie                                                                  | De sortie                                                                  | Take Me Out                                                                              | 17 janvier 2018                                                  | 316             |
| 72          | 17          | Affaire classée ?                                                          | Affaire classée ?                                                          | The Gammy Files                                                                          | 18 janvier 2018                                                  | 319             |
| 73          | 18          | Les baguettes magiques                                                     | Les baguettes magiques                                                     | Twin It To Win It                                                                        | 22 janvier 2018                                                  | 317             |
| 74          | 19          | Agent Cassandra                                                            | Agent Cassandra                                                            | Cassandra Undercover                                                                     | 23 janvier 2018                                                  | 318             |
| 75          | 20          | Le triple de K.C.                                                          | Le triple de K.C.                                                          | K.C. Times Three                                                                         | 24 janvier 2018                                                  | 320             |
| 76 77 78 79 | 21 22 23 24 | L'effet du domino                                                          | Mauvaise conscience L'étau se resserre Sur écoute Le Masque                | The Domino Effet Domino 2: Barbecued Domino 3: Buggin' Out Domino 4: The Mask            | 29 janvier 2018 30 janvier 2018 31 janvier 2018 1er février 2018 | 321 322 323 324 |
| 80 81       | 25 26       | Dernière mission : 1re partie Dernière mission : 2e partie                 | Dernière mission : 1re partie Dernière mission : 2e partie                 | K.C. Undercover: The Final Chapter - Part I K.C. Undercover: The Final Chapter - Part II | 2 février 2018                                                   | 325 326         |

## Personnages

### Famille Cooper
- Katrina Charlotte Coretta Scott / K.C. Cooper / Cléo Disco : K.C. est une adolescente vive d'esprit, mature, et multi-talentueuse. C'est une lycéenne brillante en maths et experte en karaté et en basket-ball et vivant une double vie d’agent secret international. Elle tombe amoureuse de Brett dans l’épisode 9 de la saison 1. Plus tard elle sortira avec Darian mais rompra rapidement avec lui à cause de sa cousine. Malgré toutes ses qualités, elle a du mal à se faire remarquer dans son lycée, elle passe un peu trop inaperçu dû à ses activités d'espionne.

- Ernie Cooper : Ernie est le petit frère empoisonnant mais attachant de K.C, qui est un génie lorsqu'il s'agit des ordinateurs et des pare-feu de piratage informatique, mais est assez maladroit pour tout le reste, notamment les filles ! Il a des petits sentiments pour Marisa dans le dernier épisode de la première saison.

- Judi Cooper : La cadette de la famille Cooper est en réalité un robot humanoïde sophistiqué qui a l'apparence d'une petite fille de 10 ans. Son nom signifie Jeune Unité Digitale Informatisée. Au début de leur cohabitation, K.C ne l'appréciera pas du tout, puis au fil des épisodes elle l'aimera comme sa propre sœur.

- Kira Cooper : Kira, la maman de K.C. a un fort caractère mais reste très protectrice. C'est aussi un agent secret.

- Craig Cooper : Craig, le père adoré de K.C. est très protecteur et surveillera toutes ses relations. C'est aussi un agent secret.
- Gayle King : grand-mère de KC et Ernie et ex-agent secret.
- Othello King : grand-père de K.C et Ernie et ex-agent secret.

### Entourage de K.C. et sa famille
- Marisa Miller : Véritable boute-en-train, toujours au courant des dernières tendances mode et des garçons mignons, Marisa est la meilleure amie de K.C. Contrairement à elle, Marisa est très populaire au lycée Hamilton High School et est invitée à toutes les soirées. Elle forcera même K.C à devenir pom-pom girl dans un épisode afin de passer plus de temps avec elle. Cependant, ses notes en cours restent relativement moyennes voire très basses. Elle a des petits sentiments pour Ernie dans le dernier épisode de la première saison.
- agent Johnson : Membre d'élite de l'Organisation.